# Ercolania nigra
Ercolania nigra is een slakkensoort uit de familie van de Limapontiidae. De wetenschappelijke naam van de soort is voor het eerst geldig gepubliceerd in 1935 door Lemche.